# Jocs Olímpics d'Estiu de 2032
Els Jocs Olímpics de Brisbane 2032, oficialment coneguts com els Jocs de la XXXV Olimpíada, seran un esdeveniment internacional multiesportiu que es durà a terme entre el 23 de juliol i el 8 d'agost de 2032 a la ciutat de Brisbane, Austràlia. La candidatura guanyadora fou escollida i anunciada pel Comitè Olímpic Internacional el 21 de juliol de 2021 just abans de l'inici dels Jocs Olímpics d'Estiu de 2020. Brisbane esdevingué la primera ciutat en aconseguir ser seu d'uns jocs sota la nova normativa de presentació de candidatures.
Aquests Jocs seran els tercers que tindran lloc a Austràlia, després dels Jocs Olímpics d'Estiu de 1956 de Melbourne i els Jocs Olímpics d'Estiu del 2000 de Sydney. També seran els segons Jocs d'estiu que se celebraran a l'hemisferi sud durant l'hivern, després dels Jocs Olímpics d'Estiu de 2016 de Rio de Janeiro.